# Skidder

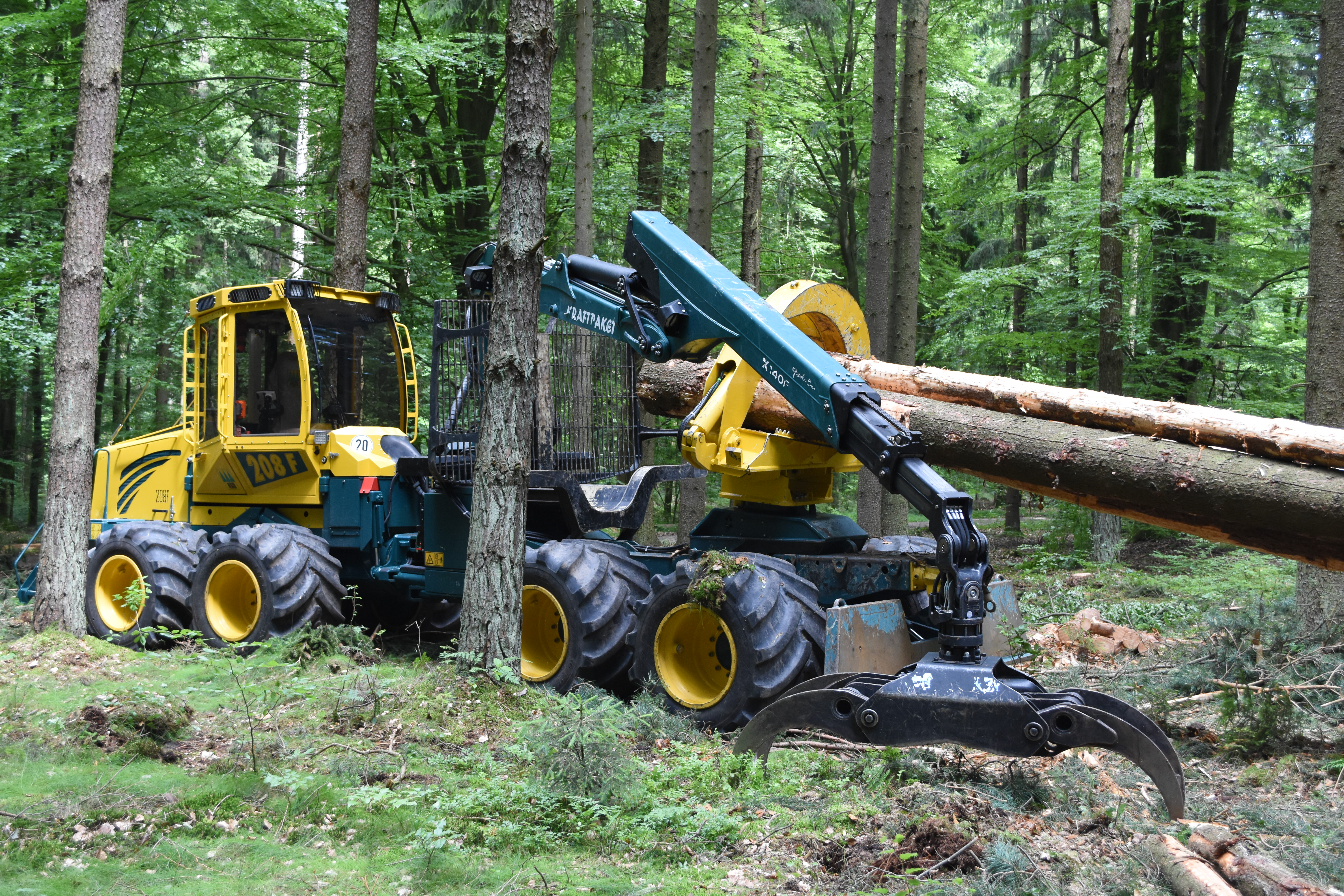
HSM-Kranrückezug (Skidder) vom Typ 208F

Als Skidder, Seilschlepper, Forstspezialschlepper, Klemmbankschlepper oder auch Langholzschlepper wird in der Holzernte ein Fahrzeug bezeichnet, das geerntetes Holz aus dem Bestand über die Rückewege zu den LKW-befahrbaren Waldwegen transportieren kann. Skidder sind selbstfahrbare Maschinen, die als Nachfolger des Rückepferds gelten. Im Gegensatz zu den Forwardern verfügen die Skidder über kein Transportgestell oder -anhänger, auf denen die (meist kurzen) Baumstämme gesammelt und dann komplett abtransportiert werden. In der Regel werden der oder die (meist langen) Baumstämme mit einem Skidder wie damals mit dem Rückepferd über den Waldboden gezogen.

## Geschichte
In den 1950er Jahren ersetzten in den Wäldern zunächst landwirtschaftliche Traktoren die bis dahin zum Rücken des Holzes verwendeten Pferde und Ochsen. Bei diesen forstlichen Pioniermaschinen handelte es sich um herkömmliche landwirtschaftliche Schlepper, die um eine Seilwinde ergänzt wurden. Da die Ansprüche im Forstbereich doch anders sind als in der Landwirtschaft, kamen zunächst Forstspezialtraktoren und später die Skidder mit ihren (vor allem sichtbaren) breiten Reifen auf. Obwohl noch Skidder mit Seilwinde im Einsatz sind, haben sich heutzutage die Skidder mit Klemmbank und Kran mit Holzgreifer durchgesetzt.

## Vorteile

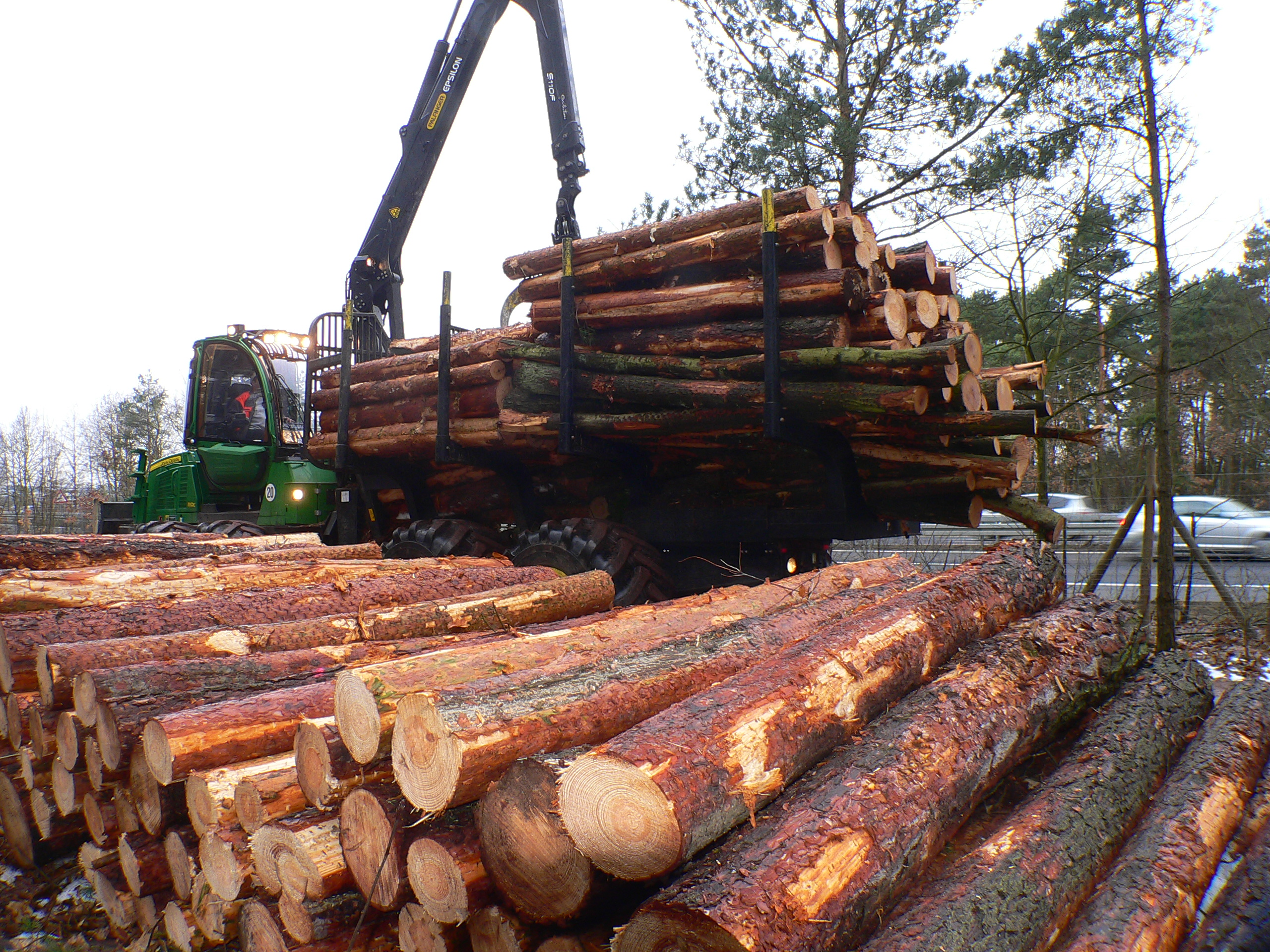
Ein derartig hoch beladener Forwarder erzeugt eine sehr hohe Bodenverdichtung

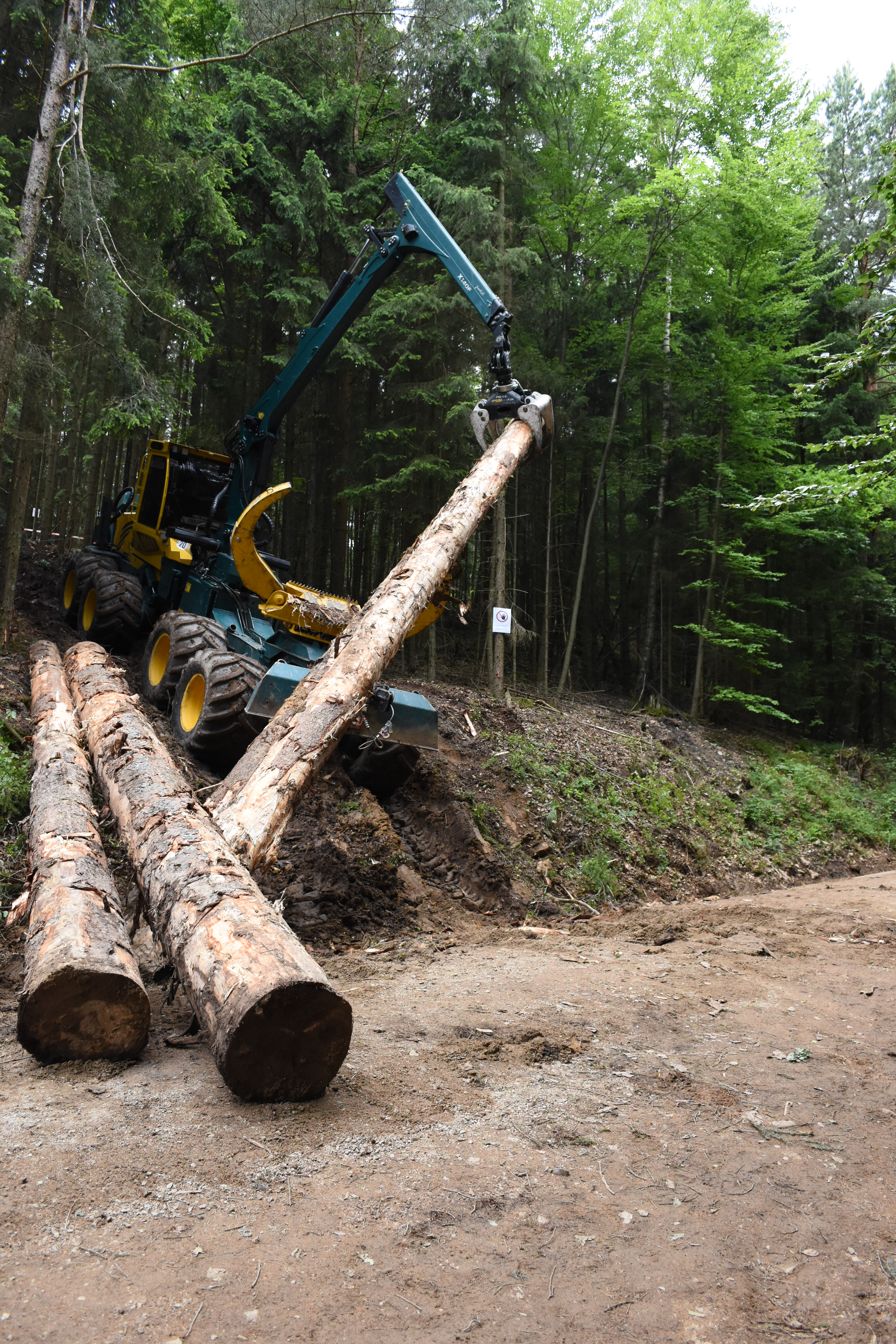
Skidder mit Kran beim Holzrücken

Bei den Skiddern handelt es sich zwar auch um schwere Fahrzeuge, jedoch lässt sich mit einem Skidder im Vergleich zu den Forwardern weniger Holz transportieren, so dass die Bodenverdichtung bei der Arbeit mit einem Skidder niedriger ist und somit die Waldflurschäden geringer sind. Zudem sind sie vergleichsweise preiswerter erhältlich. Werden die Bäume rechtwinklig über die Gassen gefällt, lässt sich mit einem Skidder ausschließlich von der Rückegasse aus arbeiten. Ein Befahren des Bestandes ist dann nur noch in Ausnahmefällen nötig. Mit Hilfe von langarmigen Kranen lassen sich Rückegassen in einem weiteren Abstand voneinander anlegen, um dem Ökosystem des Waldes weniger zu schaden.
Der abgebildete Skidder mit Kran, Klemmbank, Frontpolterschild und Rungenwagen / Rungenkorb ist mit letzterem wiederum ein Forwarder zum Transport von Kurzholz. Wird der Rungenkorb entfernt, lässt er sich mit Klemmbank als Skidder zum Holzrücken von Langholz verwenden. Der Umbau von Kurzholzrückung (mit Rungenkorb) auf Langholzrückung (mit Klemmbank) dauert meist weniger als eine Stunde, wenn die Befestigungspunkte die gleichen sind. Mit der Klemmbank können mehrere Stämme gleichzeitig gerückt werden, wodurch die Rückeleistung stark zunimmt. Bei der Rückung mit dem Klemmbankschlepper ist jedoch in besonderem Maße auf den Bodenschutz zu achten, da extrem hohe Drucke erreicht werden können.

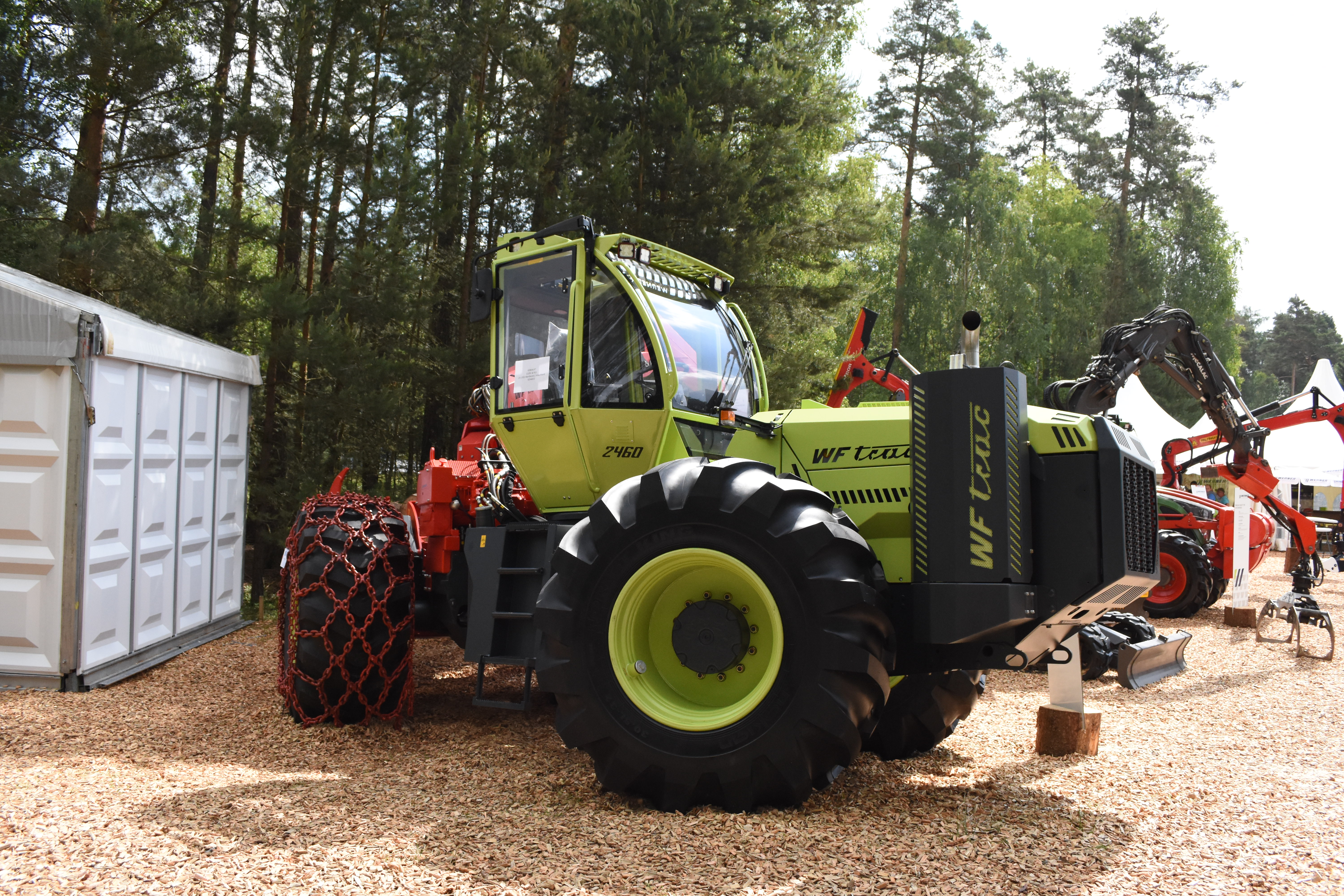
Skidder Tragschlepper WF trac – Modell 2016
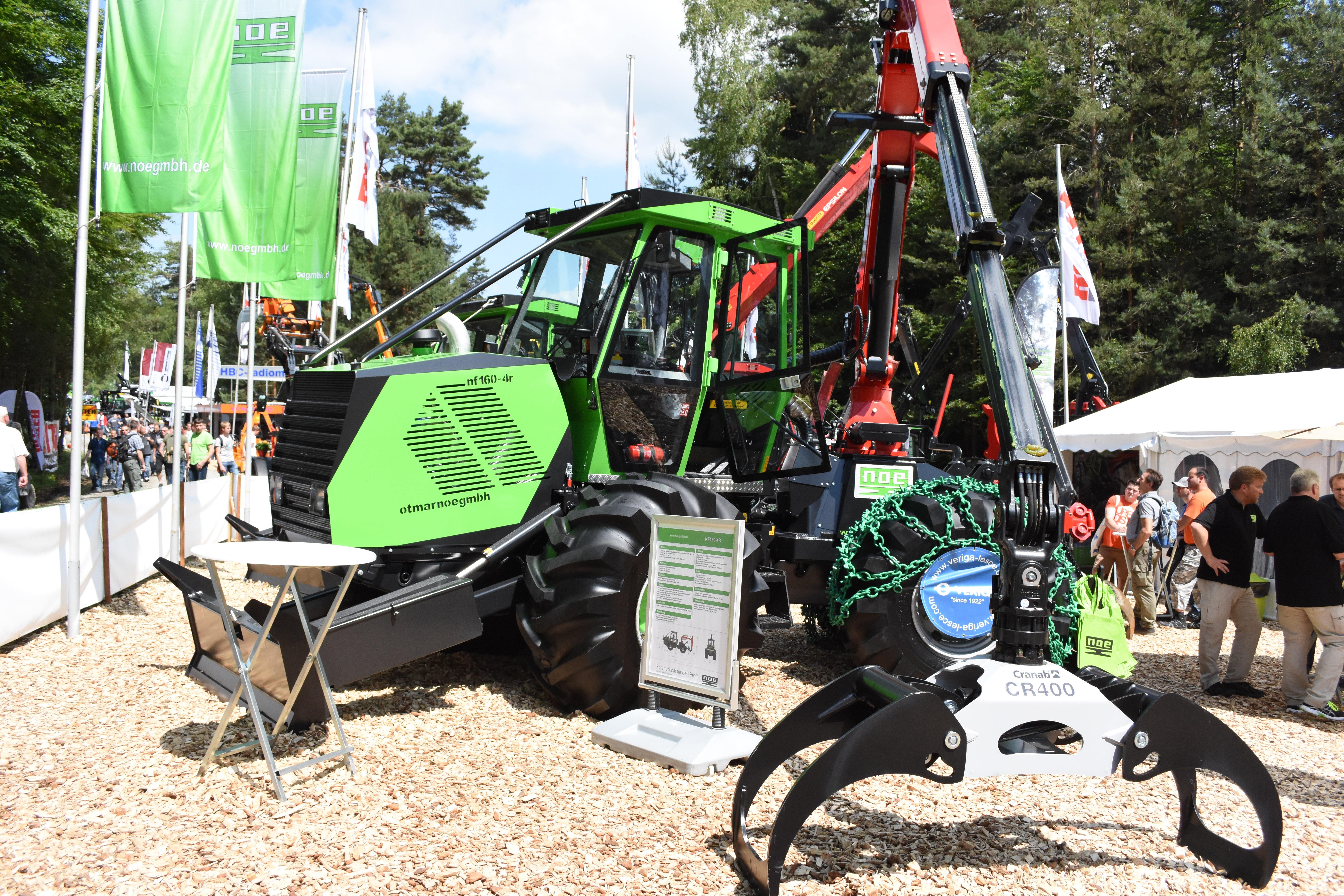
Skidder mit Kran, Frontpolter und Heckschild
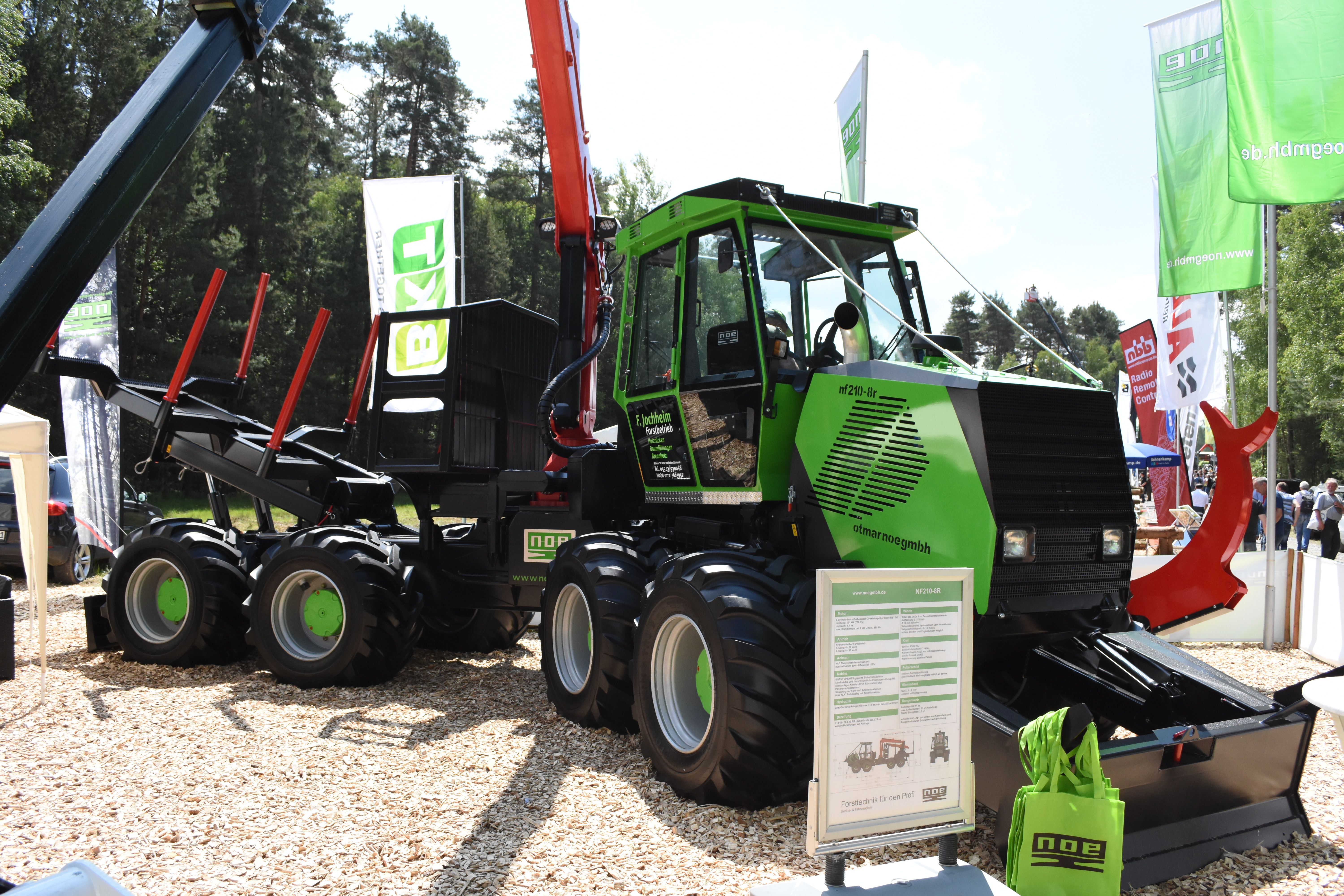
Skidder mit Kran, Klemmbank, Frontpolterschild und Rungenkorb